# كلايد كومبز
كلايد كومبز (بالإنجليزية: Clyde Coombs)‏ هو عالم نفس أمريكي، ولد في 22 يوليو 1912، وتوفي في 4 فبراير 1988.